# Stazione di Vigliano d’Abruzzo
Stazione di Vigliano d'Abruzzo vasútállomás Olaszországban, Scoppito településen.

## Vasútvonalak
Az állomást az alábbi vasútvonalak érintik:
- Terni–Sulmona-vasútvonal

## Kapcsolódó állomások
A vasútállomáshoz az alábbi állomások vannak a legközelebb:
- Stazione di Sassa-Tornimparte
- Stazione di Sella di Corno